# Terradillos
Terradillos è un comune spagnolo di 3 030 abitanti situato nella comunità autonoma di Castiglia e León.